# Bank of Beijing

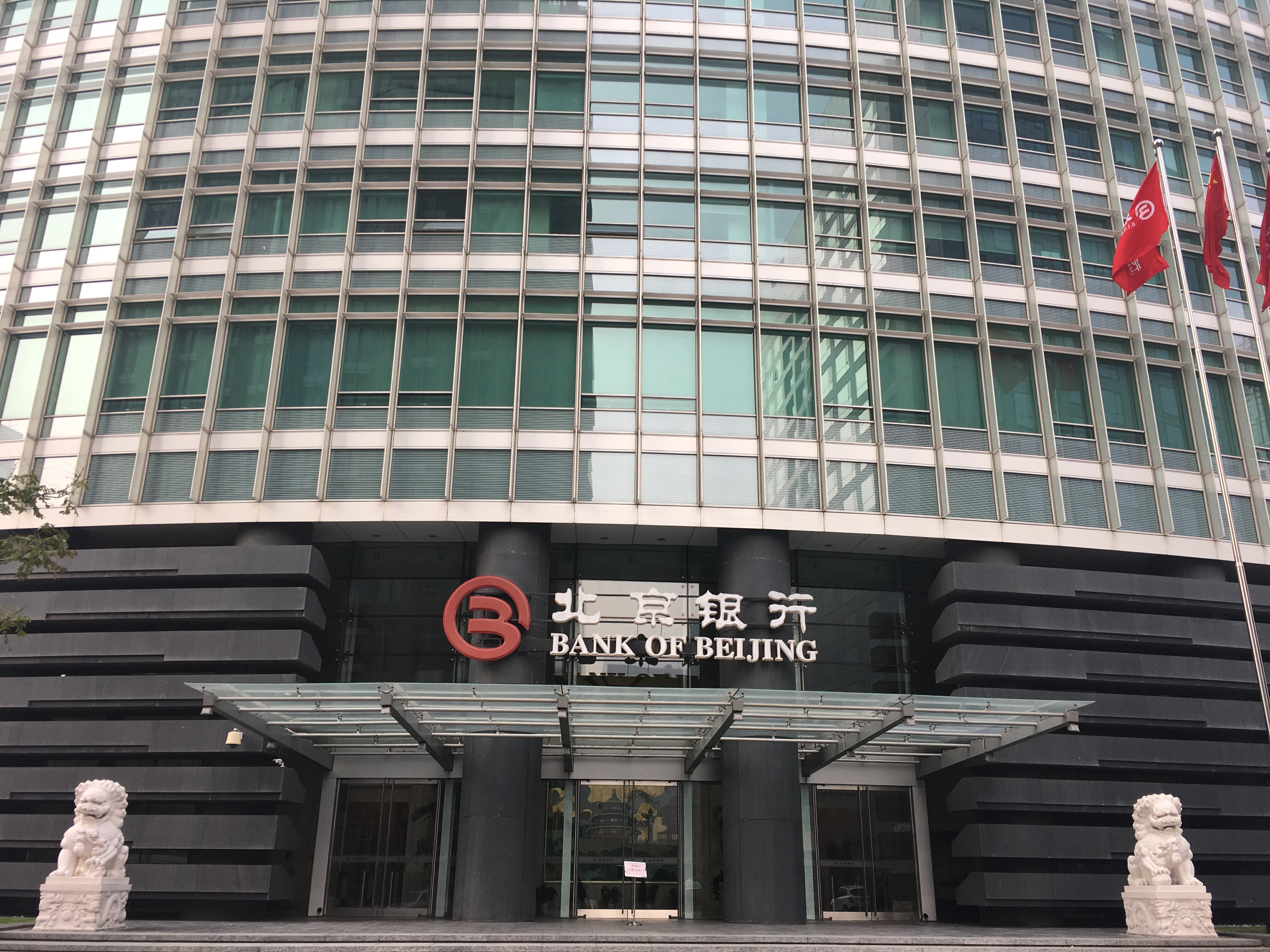
Eingang zur Zentrale in Peking

Bank of Beijing ist ein chinesisches Unternehmen mit Firmensitz in Peking.
Das Unternehmen ist im Bankwesen tätig. Gegründet wurde die Bank of Beijing 1996. Das Unternehmen wird mehrheitlich staatlich kontrolliert. Bedeutende Anteile am Unternehmen halten die Stadtverwaltung von Peking sowie das niederländische Kreditinstitut ING Groep. Das Unternehmen ist an der Börse Shanghai notiert.
Mit einer Bilanzsumme von 306 Milliarden US-Dollar zählt die Bank of Beijing zu den 100 größten Banken der Welt (Stand 2016).